# Giancarlo Falappa
Giancarlo Falappa (Filottrano, 30 juni 1963) is een Italiaans voormalig motorcoureur. Vanwege zijn rijstijl kreeg hij de bijnaam "Il leone di Jesi", de leeuw van Jesi. Hij is opgenomen in de hall of fame van het wereldkampioenschap superbike, waarin hij tussen 1989 en 1994 zestien races won.

## Carrière
Falappa begon zijn motorsportcarrière in 1979 in het motorcross op een Moto Villa. In 1981 won hij de titel in het Italiaanse cadet-kampioenschap, voordat hij overstapte naar het kampioenschap voor senioren. Tussen 1982 en 1984 kwam hij uit in de 250 cc-klasse van het wereldkampioenschap motorcross als fabriekscoureur voor Moto Villa.
In 1987 stapte Falappa over naar het wegrace op een Suzuki in het Italiaanse Sport Production-kampioenschap. In 1988 stapte hij hierin over naar een Bimota en werd hij kampioen in de klasse. Ook debuteerde hij dat jaar in het Italiaans kampioenschap superbike, waarin hij negentiende werd. In 1989 kwam hij opnieuw uit in deze klasse en werd achter Baldassarre Monti en Davide Tardozzi derde met 118 punten. Dat jaar debuteerde hij in het wereldkampioenschap superbike op een Bimota. Hij won drie races op Donington, Mosport en Paul Ricard en stond in twee andere races op het podium. Met 139 punten werd hij zesde in de eindstand.
In 1990 kwam Falappa in het WK superbike uit voor het fabrieksteam van Ducati. Hij won een race op Donington en stond in twee andere races op het podium. In de vrije trainingen in het raceweekend in Spielberg crashte hij tegen een vangrail aan nadat hij een andere coureur wilde ontwijken. Hij liep hierbij 27 botbreuken op en zijn dijslagader werd opengesneden, waardoor hij meer dan twee liter bloed verloor en twaalf dagen in coma lag. Hij keerde dat seizoen niet meer terug in het kampioenschap, waarin hij met 94 punten elfde werd.
In 1991 keerde Falappa terug in het WK superbike, alhoewel hij nog wel problemen ondervond als gevolg van zijn blessure. Zo was een derde plaats in de tweede race in Hockenheim zijn enige podiumfinish van het seizoen. Met 113 punten werd hij negende in het klassement. In 1992 won hij twee races in Spielberg en een in zowel Assen en Manfeild. Met 279 punten werd hij achter zijn teamgenoten Doug Polen en Raymond Roche en Kawasaki-coureur Rob Phillis vierde in de eindstand. In 1993 kende hij een sterke seizoensstart met zes zeges in de eerste tien races; hij won tweemaal op zowel Brands Hatch als Misano en behaalde een zege in Hockenheim en Spielberg. Hierna behaalde hij nog slechts een overwinning in Monza en maakte hij meerdere uitvalbeurten mee. Uiteindelijk werd hij met 255 punten vijfde in het kampioenschap. Ook werd hij dat jaar dertiende in het Italiaans kampioenschap superbike.
In 1994 won Falappa in het WK superbike een race in Misano, de zesde race van het seizoen. Dit was tevens zijn laatste race als motorcoureur. In een testsessie voorafgaand aan het daaropvolgende raceweekend in Albacete begaf zijn elektronische versnellingsbak het, waardoor hij ten val kwam en diverse blessures opliep. Ook lag hij 38 dagen in coma. Hij herstelde van zijn verwondingen, maar besloot wel om te stoppen als motorcoureur.